# Nine Circles
Nine Circles ist eine niederländisch-deutsche Minimal-Electro-Band, wobei sich der Name auf die „Neun Kreise der Hölle“ (Nine Circles of Hell) bezieht, die Dante Alighieri in seiner Göttlichen Komödie beschreibt.

## Geschichte

### 1980–1982 – Der Anfang
Nine Circles wurden 1980 in Amsterdam von Lidia „The Rose“ Fiala und Peter van Garderen gegründet. Van Garderen spielte zuerst in der Formation Genetic Factor (zusammen mit Richard Zijlstra und Jan Snijders), wenig später lernte er Lidia Fiala kennen, die bereits seit ihrem 15. Lebensjahr Gedichte und Songtexte schrieb.
Van Garderens Formationskollege Richard Zijlstra moderierte bei der Rundfunkgesellschaft VPRO eine Sendung namens Spleen. Diese gab New-Wave-Bands die Chance, über das Radio bekannter zu werden, indem Demo-Bänder eingesendet werden konnten und die besten Bands die Möglichkeit erhielten, live im Radio zu spielen und auf der Kompilation Radio Nome zu erscheinen. Nine Circles bekamen den Live-Radio-Deal und die Möglichkeit, auf LP zu erscheinen. Man entschied sich, als Studioband zu arbeiten und somit blieben Liveauftritte aus. Van Garderen und Fiala waren mittlerweile eine Beziehung eingegangen und erarbeiteten innerhalb von zwei Jahren rund 60 Songs, von denen bis 2013 gut die Hälfte auf diversen CDs und LPs veröffentlicht wurde. 1982 trennte sich das Paar und beendete die Zusammenarbeit als Nine Circles.

### 2009–2011 – Die Wiedergeburt
2009 zog Lidia Fiala nach Köln zu ihrem neuen Partner. Ihr jüngster Sohn Patrick, welcher in den Niederlanden geblieben war, durchstöberte in dieser Zeit das Internet und machte sie darauf aufmerksam, dass das Interesse für Nine Circles immer noch sehr groß war. Fiala war sehr erstaunt, denn über 25 Jahre hatte sie nicht weiter über Musik und Texte nachgedacht. Nach vielen Überlegungen und Anregungen aus ihrem Freundeskreis entschied sie sich, Nine Circles wieder aufleben zu lassen. Peter van Garderen hatte sich in den Jahren ein anderes Leben aufgebaut, in dem die Musik keinen Platz mehr hatte. Er unterstützte jedoch die Reaktivierung des Projekts, indem er Fiala unter anderem das alte vorhandene Material zukommen ließ. Sie tat sich Anfang 2010 mit dem Keyboarder Joachim Saleina zusammen, gab diverse Konzerte und erarbeitete ebenfalls einige neue Songs. Obwohl beide musikalisch auf einer Wellenlänge lagen, wurde im Laufe der Zeit immer klarer, dass es unüberbrückbare Differenzen zwischen beiden gab, sodass man sich Ende 2011 trennte und Nine Circles abermals zu „sterben“ drohte.

### Ab 2012
2012 wurden Nine Circles zum zweiten Mal wiederbelebt. Durch Facebook und Myspace lernten sich Lidia Fiala und Per-Anders Kurenbach (Psyche, Shock Therapy, The Eternal Afflict) kennen und erkannten, dass sie ähnliche musikalische Vorstellungen hatten und spielten ihr erstes Konzert Ende Mai desselben Jahres in Lyon (Frankreich). Da sich die beiden vorher noch nie gesehen hatten und folglich auch nicht live proben konnten, wurde auf dem Gig improvisiert. Seitdem gibt es regelmäßig Konzerte und Neuigkeiten von Nine Circles. Nach der Veröffentlichung der Single Number Not Available erschien das neue Album Alice im September 2014.

## Diskografie

### Alben
- Nine Circles CD (DE, 1996)
- Live Queekhoven 1982 CDR (DE, 2011)
- The Early Days 2LP (DE, 2012)
- Alice LP/CD (DE, 2014)

### Singles
- New Era/Tsar Bomba 7" (DE, 2011)
- How’s About the Aims in Life/Your Heat Burns My Mask 7" (DE, 2012)
- Number Not Available/The Face Behind A Clown 7" (DE, 2014)

### Beiträge für Kompilationen
- Twinkling Stars und What’s There Left auf "Various Artists – Radionome" LP (NL, 1982)
- How About the Aims in Life auf "Various Artists - Colonial Vipers" MC (NL, 1982)
- Here Come I, Here Is Me auf "Various Artists - Nullzeit" CDR (NL, 2010)
- Twinkling Stars auf "Various Artists - Cold Waves + Minimal Electronics" 2LP/CD (UK, 2010)
- Mister Nothing auf "Various Artists - Future Echo Tape 01" MC (A, 2011)
- The Rose (New Era) auf "Various Artists - Death # Disco" CD (DE, 2011)
- Here Come I, Here Is Me auf "Various Artists - Underground Wave Volume 3" LP (BE, 2012)
- In the Dark of the Night auf "Various Artists - Frogmania 2" LP (DE, 2013)
- I’m Deeply Touched auf "Various Artists - 80s Compilation EP" 7" (BE, 2013)
- Mercy auf "Various Artists - Electric Voice II" LP (CA, 2013)

### Bootlegs
- What’s There Left auf "A Tribute to Flexi-Pop – Vol.1" CDR (DE, 1990)
- What’s There Left auf "Shock Waves – Vol.1" CDR (DE, 1990)